# Verwaltungsgemeinschaft Schönhausen (Elbe)

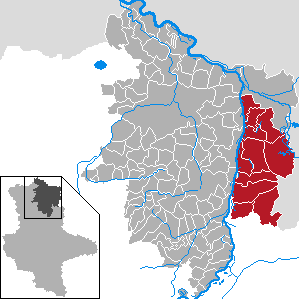
Das Gebiet der Verwaltungsgemeinschaft Elbe-Havel-Land nach dem Zusammenschluss.

In der Verwaltungsgemeinschaft Schönhausen (Elbe) waren im sachsen-anhaltischen Landkreis Stendal die Gemeinden Fischbeck (Elbe), Hohengöhren, Neuermark-Lübars, Schollene, Schönhausen (Elbe) und Wust zusammengeschlossen. Verwaltungssitz war Schönhausen. Am 1. Januar 2005 wurde sie mit der Verwaltungsgemeinschaft Elb-Havel-Land (ohne die Gemeinden Garz, Kuhlhausen und Warnau) zur neuen Verwaltungsgemeinschaft Elbe-Havel-Land zusammengeschlossen.